# فرودنتال
فرودنتال (به آلمانی: Freudental) یک شهر در آلمان است که در لودویگزوبورگ واقع شده‌است.

## خصوصیات
فرودنتال ۲٬۴۸۸ نفر جمعیت دارد.

## خواهرخوانده
شهرهای Beucha و برندیس، آلمان خواهرخوانده‌های فرودنتال هستند.